# Council on International Educational Exchange
Der Council on International Educational Exchange (CIEE) (dt.: Rat für Internationalen Pädagogischen Austausch) ist eine Non-Profit- und Nichtregierungsorganisation zur Förderung der internationalen Bildung und dem Austausch von Studenten. Er wurde 1947 gegründet und hat seinen Sitz in Portland, Maine, Vereinigte Staaten.

## Organisation, Aufgaben und Ziele
Per 2015 bietet der CIEE mehr als 175 mehrjährige Auslandsstudien in eigenen Zentren in über 43 Ländern und organisiert Lehrprogramme in Chile, der Volksrepublik China, Spanien und Thailand. Darüber hinaus werden Sommer-Seminare in 29 Ländern angeboten. Die Finanzierung erfolgt hauptsächlich durch das Projekt Work & Travel  in den USA, also vor allem durch Saisonarbeiten in den USA für rund 45.000 Studenten pro Jahr. Die Organisation veranstaltet außerdem Hochschulaustauschprogramme für amerikanische Studenten mit Einrichtungen in mehr als 30 Ländern.
Der CIEE unterhält selbst eine eigene Bildungseinrichtung, das CIEE Academic Consortium, in dem Interessenten Mitglied werden können. Das Konsortium leistet Lobbyarbeit für den CIEE. Die Mitglieder sind dadurch Teil eines weltweiten Verbunds von Hochschulen und Universitäten, das sich zu Spitzenleistungen in der internationalen Bildung verpflichtet. Die Absolventen solcher Austausche haben sich mittlerweile in einem eigenen Netzwerk zusammengeschlossen. Um als deutscher Studierende an dem Austauschprogramm teilnehmen zu können, benötigen die Interessenten das J-1-Visum.

## Geschichte
Die Gründung geht auf die Situation nach dem Ende des Zweiten Weltkriegs zurück, in der die Völkerverständigung zu entwickeln und das Vertrauen zwischen den Nationen wiederherzustellen war. Dabei setzte man vor allem großes Vertrauen auf die Einflussmöglichkeiten junger Menschen. Die Organisation von Reisen für Schüler und Lehrer galt als ein wirksames Instrument für die Erreichung der genannten Ziele. Der US-Senator J. William Fulbright fasste 1994 die Ziele in folgende Worte: „Der Bildungsaustausch kann die Nationen in Menschen verwandeln, die wie keine andere Form der Kommunikation auf die Verbesserung der internationalen Beziehungen wirken können.“ (Fulbright, 1994).
Sofort nach Gründung der gemeinnützigen Organisation des CIEE entstanden in den Vereinigten Staaten weitere Organisationen und religiöse Gruppen, die sich an den neuen Bildungsaustauschprogrammen beteiligten. Der internationale Bildungsaustausch junger Menschen hatte bereits in den 1920er Jahren begonnen und wurde im Jahr 1939 durch den Zweiten Weltkrieg unterbrochen.
Die Finanzierung liegt außer der oben genannten Aktion Work & Travel bei den beteiligten Hochschuleinrichtungen wie der Harvard University, der Princeton University sowie der Yale University. Insgesamt sind 340 Universitäten und Hochschulen Mitglied des CIEE und entsenden regelmäßig Studenten zu Auslandsaufenthalten (Stand 2015).
In Deutschland eröffnete am 4. November 2015 in Berlin-Kreuzberg, Gneisenaustraße 27, ein eigener Campus, der bei vollem Ausbau 700 Studenten aufnehmen kann, von denen dann rund 200 im dortigen Wohnheim unterkommen können. Eine Vorläufereinrichtung für 30 Studenten befand sich seit den späten 1990er Jahren in Berlin-Mitte. Zur Verbesserung der Kontakte zwischen den ausländischen Studenten und jungen Berlinern gibt es das Buddy-Projekt, in welchem Berliner Studierende persönliche Ansprechpartner der Gäste werden und mit diesen gemeinsam in dem CIEE Global-Institut wohnen.
Bemerkenswert ist auch, dass der CIEE ein Studienzentrum an der Vietnam National University gegründet hat, in dem etwa 50 internationale Studenten die vietnamesische Sprache lernen können oder andere Wissenschaftsgebiete studieren. In Khon Kaen, Thailand, gibt es ebenfalls ein solches pädagogisches Zentrum.